# 柴田善憲
柴田 善憲（しばた よしのり、1932年（昭和7年）7月 - 2024年（令和6年）8月22日）は、日本の元警察官僚。元警察庁警備局長。富山県出身。東京大学法学部第2類（公法コース）卒。2002年、勲三等旭日中綬章受章。2024年8月22日死去。叙正四位。

## 人物
現役時代は「公安警察の神様」とまで言われ、後輩の警察キャリアや現場捜査員から尊敬されていた。警察庁退職後に労組内の革マル派対策として1987年に発足直後のJR東日本に請われて幹部となるが、JR東労組への革マル派浸透を否定する情報を後輩の警察首脳部に対して流していた。「マングローブ」の著者の西岡研介によると、「革マル派にスキャンダルを握られた柴田が革マル派に有利になるようにJR東労組への革マル派浸透を否定する虚偽情報を後輩の警察首脳部に対して流していた」「過去のJR革マル派に関する捜査情報が柴田を通じてJR東日本側に流れていた」として「革マル派のガードマンになった」と批判をしている。

## 略歴
- 昭和30年 警察庁入庁
- 昭和40年 在ユーゴスラヴィア日本国大使館二等書記官
- 昭和42年  在ユーゴスラヴィア日本国大使館一等書記官
- 昭和43年 警察大学校教授(研究部付)
- 昭和44年 警察庁警備局公安第一課理事官
- 昭和45年  警視庁公安部公安総務課長
- 昭和47年 警視庁公安部参事官
- 昭和48年 警察庁警備局公安第三課長
- 昭和50年 警察庁警備局公安第一課長
- 昭和52年 群馬県警察本部長
- 昭和53年 警察庁警備局参事官
- 昭和55年 警視庁公安部長
- 昭和57年 警視庁副総監(警務部長事務取扱)
- 昭和59年 警察庁警備局長
- 昭和60年 近畿管区警察局長
- 昭和62年 東日本旅客鉄道(株)監査役
- 平成07年  (株)JR東日本企画代表取締役会長
- 平成13年  (株)JR東日本企画顧問
- 平成14年  日本ガイシ(株)監査役